# Back of the Man
Back of the Man è un film muto del 1917 diretto, sotto la supervisione di Thomas H. Ince, da Reginald Barker.

## Produzione
Il film, con i titoli di lavorazione The Goody-Goody Girl  e Goody-Goody Holton, fu prodotto dalla Kay-Bee Pictures e dalla New York Motion Picture.

## Distribuzione
Distribuito dalla Triangle Distributing, il film uscì nelle sale cinematografiche degli Stati Uniti il 4 marzo 1917.
Nel 1920, il film fu distribuito in Danimarca (30 luglio, con il titolo En Kvindes Kærlighed) e in Finlandia (25 ottobre).
Non si conoscono copie ancora esistenti della pellicola che viene considerata presumibilmente perduta.